# وادهورست
latitudeوادهورستlongitudeوادهورست
وادهورست (به انگلیسی: Wadhurst) یک شهرک در بریتانیا است که در انگلستان واقع شده‌است.

## خصوصیات
وادهورست ۴۰٫۱ کیلومترمربع مساحت و ۴٬۸۱۸ نفر جمعیت دارد.